# オークラヤ住宅
オークラヤ住宅株式会社（オークラヤじゅうたく）は東京都に本社を置く不動産会社。

## 概要
全国規模でマンションおよび戸建分譲を手掛けてきた「株式会社大蔵屋」（1961（昭和36）年設立）を前身として、1982（昭和57）年に設立された銀行系不動産会社。旧・三和銀行（現・三菱UFJ銀行）と密接な関係を持つ。大株主に三和グループの東洋電機製造や田村駒、大林組等が名を連ねている。オークラヤ住宅自身もみどり会の会員企業で三和グループに属している。

## 沿革
- 1982年（昭和57年）11月 - 三和銀行（現・三菱UFJ銀行）グループ各社の出資により不動産流通専門会社として設立
- 1983年（昭和58年）2月 - 首都圏を中心に営業開始
- 1987年（昭和62年）12月 - 個人住宅（マンション等）および事務所、店舗等の事業用不動産の賃貸業務を開始
- 1992年（平成4年）4月 - 「オークラヤリビング株式会社」設立。中古マンション、戸建などのリフォーム業開始
- 2001年（平成13年）2月 - 「オークラヤ不動産株式会社」に法人営業部を移管[4]
- 2007年（平成19年）5月 - 本社を新宿NSビルに移転
- 2013年（平成25年）5月 - オークラヤ麹町ビル（新本社）が竣工し移転

## 関連会社
- オークラヤリビング株式会社
- オークラヤエージェンシー株式会社
- オークラヤビーピーエス株式会社
- 株式会社かたつむり
- オークラヤメンテナンスサービス株式会社